# Vytautas Petkevičius
Vytautas Petkevičius (ur. 28 maja 1930 w Kownie, zm. 10 grudnia 2008 w Wilnie) – litewski pisarz i polityk, poseł na Sejm Republiki Litewskiej (1992–1996).

## Życiorys
Urodził się w rodzinie robotniczej. Po ukończeniu szkoły podstawowej i gimnazjum w rodzinnym Kownie podjął studia na Uniwersytecie Wileńskim, które wkrótce przerwał. Działał w komunistycznym ruchu młodzieżowym. Od 1952 do 1954 studiował w Wyższej Szkole Komsomołu, po czym podjął studia z dziedziny historii na Moskiewskim Uniwersytecie Państwowym, ukończył je zaocznie w 1960.
Od 1945 był aktywnym członkiem i działaczem Komsomołu (VLKJS). Wziął udział w walkach z partyzantami litewskimi prowadzonych przez NKWD w latach 1945–1953. W 1951 otrzymał legitymację Komunistycznej Partii Związku Radzieckiego. Rok później zasiadł w Komitecie Centralnym Komsomołu, a od 1956 do 1960 pełnił funkcję II sekretarza centralnego komitetu rejonowego KPZR w Radziwiliszkach. Przez dziesięć lat pracował jako korespondent pisma „Tiesa” w Szawlach.
Od 1959 pozostawał członkiem związku pisarzy Litewskiej SRR. W latach 70. zyskał popularność, publikując liczne książki dla dzieci, przede wszystkim Didysis medžiotojas Mikas Pupkus oraz Kodėlčius.
Pisał również powieści dla osób dorosłych, m.in. Priemiesčio žmonės (1959), Apie duoną, meilę ir šautuvą (1965), Grupė draugų (1979). Na podstawie scenariusza napisanego przez niego wyreżyserowano filmy Taranas i Duona. Jego publikacje tłumaczono na języki łotewski, estoński, polski, czeski, rosyjski i niemiecki.
Pod koniec lat 80. zaangażował się w działalność frakcji reformatorskiej w łonie Komunistycznej Partii Litwy. Bliski stał mu się rodzący się w krajach bałtyckich ruch ekologiczny – jako członek Zielonych wziął aktywny udział w protestach przeciwko planom wydobycia ropy naftowej u brzegów Mierzei Kurońskiej. W 1988 znalazł się wśród założycieli ruchu Sąjūdis, pozostając jednocześnie aktywnym działaczem KPL, a później członkiem Litewskiej Demokratycznej Partii Pracy. Jesienią 1992 wybrano go z jej poparciem na posłem na Sejm w okręgu nr 43 Pokroje-Janiszki, którym pozostał przez cztery lata.
Pod koniec lat 90. jego działania i wypowiedzi zaczęły budzić kontrowersje. W 2000 przyłączył się do populistycznego ruchu „O sprawiedliwą Litwę”, a na krótko przed śmiercią zaangażował się w kolejną inicjatywę polityczną pod nazwą Partia Frontu. Z krytyką spotkała się jego książka Durnių laivas – politinių veidų ir šaržų galerija, będąca rozrachunkiem z establishmentem Litwy. W publikacji oskarżył m.in. Vytautasa Landsbergisa o współpracę z radzieckimi służbami specjalnymi, za co ten pozwał go do sądu. Do śmierci Vytautasa Petkevičiusa postępowanie sądowe nie zostało rozstrzygnięte. W publikacji Prakeiktieji ir pateptieji oskarżył polskie wojsko o zamordowanie działacz litewskiego odrodzenia narodowego Jonasa Basanavičiusa.
W 2008 opublikował książkę Durniškės: politinių veidų ir šaržų galerijaa: „Durnių laivo” tęsinys, będącą kontynuacją jego rozrachunku z litewską klasą polityczną.

## Życie prywatne
Był żonaty z Raisą Petkevičienė, z którą miał troje dzieci.